# Poveste din viitor
Poveste din viitor (engleză: The Handmaid's Tale) este un film SF din 1990 bazat pe romanul Povestirea cameristei al lui  Margaret Atwood. Regizat de  Volker Schlöndorff, în rolurile principale apar Natasha Richardson (Kate/Offred), Faye Dunaway (Serena Joy), Robert Duvall (The Commander, Fred), Aidan Quinn (Nick) și Elizabeth McGovern (Moira). Scenariul este scris de Harold Pinter. Coloana sonoră este realizată de Ryuichi Sakamoto. Filmul a participat la a 40-a ediție a Festivalului de Film de la Berlin.

## Prezentare
Amplasat în viitorul apropiat, într-o teocrație totalitară, care a răsturnat guvernul Statelor Unite, Povestirea Cameristei explorează tema subjugării femeii. O femeie tânără devine sclavă sexuală din cauza fertilității ei care reprezintă o raritate.

## Distribuție
- Natasha Richardson este Kate / Offred
- Robert Duvall este Commander
- Faye Dunaway este Serena Joy
- Elizabeth McGovern este Moira
- Aidan Quinn este Nick
- Victoria Tennant este Aunt Lydia
- Blanche Baker este Ofglen
- Traci Lind este Janine / Ofwarren
- Reiner Schöne este Luke
- Robert D. Raiford este Dick
- Muse Watson este Gardian
- Bill Owen este Crainic TV #2
- David Dukes este Doctor

## Legături externe
- The Handmaid's Tale la Internet Movie Database
- The Handmaid's Tale la Allmovie
- The Handmaid's Tale la Rotten Tomatoes
- The Handmaid's Tale (roman) – "Context" la Spark Notes.